# Gracias por el juego
Gracias por el juego es una película documental de Argentina filmada en colores dirigida por Pablo Salomón sobre su propio guion con textos de Juan Sasturain que se estrenó el 20 de agosto de 2002. El filme sobre el encuentro entre los equipos de fútbol de Boca Juniors de Argentina y Bayern Múnich de Alemania por la Copa Intercontinental 2001 fue filmado en Tokio, Múnich y Buenos Aires.

## La Copa en juego
La Copa Intercontinental fue la 40ma edición del torneo. Enfrentó el 27 de noviembre de 2001 al campeón de Europa y al campeón de Sudamérica. Fue la penúltima vez que una final del mundo se jugó en Tokio después de 22 años consecutivos.
El partido enfrentó a Bayern Múnich como campeón de la Liga de Campeones de la UEFA (2000-01) con Boca Juniors, campeón de la Copa Libertadores de América (2001) y finalizó con la victoria del primero por 1 gol a 0.

## Comentarios
Esteban Pintos opinó

“La pregunta ¿de qué hablamos cuando hablamos de fútbol? recorre la espina dorsal del relato…En Tokio, la sede del partido, el contraste se hace notable entre la indiferencia local y el interés del protagonista…. Sasturain camina y observa Tokio… Es un gran choque de culturas futboleras que ocurre a miles de kilómetros de donde esas culturas nacieron y se desarrollaron. Europa contra Sudamérica…organizado en Oriente lejano, donde el fútbol es apenas un espectáculo global más…Lo que se ve, desde la figura del hombre canoso y pelado -futbolero, y de Boca– que recorre una ciudad de edificios y neón, es como el detrás de la escena de una gran película cuyo final no está previsto y a cuyo estreno se asiste con una mezcla de ansiedad, tensión, miedo y, por supuesto, alegría. Al fin y al cabo, ¿qué futbolero no desea estar presente en una final de campeonato?”